# 成都产业工人战斗军
成都产业工人战斗军，简称产业军，是文革初期由工人和基层干部组成的四川群众组织。

## 历史
1966年11月27日晚，在红照壁礼堂召开成都地区17个单位40多代表参加的筹备会，根据毛泽东文章《中国社会各阶级的分析》提到的“产业工人”一词，定名“成都产业工人战斗军”。12月1日正式成立。到1966年底，成都“产业军”达数十万。1967年5月7日中共中央《关于处理四川问题的决定》（“红十条”）下达后，在政治压力下瓦解。